# Ivan Wernisch
Ivan Wernisch (* 18. června 1942, Praha) je český básník, prozaik, redaktor, překladatel a editor. Je považován za jednu z nejvýznamnějších a nejoriginálnějších osobností české poezie druhé poloviny 20. století a současnosti. Jeho tvorba se vyznačuje hravostí s jazykem, ironií, skepsí, absurditou, mystifikací a originálními metaforami. Je držitelem mnoha literárních ocenění, včetně Ceny Franze Kafky (2018), Státní ceny za literaturu (2012) a Ceny Jaroslava Seiferta (1992).

## Život
Ivan Wernisch se narodil v Praze za Protektorátu Čechy a Moravy. Toto období, stejně jako následné roky komunistické totality, zanechaly v jeho vnímání světa hlubokou stopu a ovlivnily jeho sklon k ironii a skepsi. V letech 1956–1959 studoval na Střední průmyslové škole keramické v Karlových Varech. Toto studium, zaměřené na umělecké řemeslo, formovalo jeho estetické cítění a vnímání materiálu. Po maturitě krátce pracoval jako keramický výtvarník, ale brzy se začal věnovat literatuře.
Od 60. let působil jako redaktor v různých nakladatelstvích a časopisech, například v nakladatelství Mladá fronta a Československý spisovatel. Tato práce mu poskytla hluboký vhled do literárního provozu a umožnila mu setkávat se s mnoha významnými autory. V období normalizace, po roce 1968, se Wernisch ocitl v pozici „zakázaného“ autora. Jeho díla oficiálně nevycházela a šířila se pouze v samizdatu nebo v exilu, například v exilovém nakladatelství Index v Kolíně nad Rýnem. Podepsal Chartu 77, čímž vyjádřil svůj nesouhlas s komunistickým režimem.
Po Sametové revoluci v roce 1989 se Wernisch stal jedním z klíčových autorů, kteří se podíleli na obnově svobodné literární scény. Jeho díla začala vycházet v plném rozsahu a získala si široké uznání.
Wernisch byl dvakrát ženatý. Z prvního manželství s Helenou Wernischovou (1961–1973) má syna Michala Wernische, který je rovněž literárně činný. Od roku 1974 je ženatý s Helenou Lorenzovou. Má celkem pět dětí: Martina, Michala (z prvního manželství), Kláru, Šimona a Karolinu. Rodinné zázemí pro něj bylo vždy důležité a odráží se i v některých jeho dílech.

## Dílo
Jeho poezie je typická snovostí, kdy autor promítá do veršů zlomky skutečnosti a celkově zanechává v čtenáři pocit snového záznamu. Básně jsou také méně lyrické. Často se v jeho básních objevují neologismy. V 80. letech se jeho dílo vyznačuje přibývajícími tragickými životními zkušenostmi v prostředí rozpadajícího se komunismu, které vyúsťují v existencialismus.
Jeho verše do hudební podoby převedl Mikoláš Chadima. Skupina The Plastic People of the Universe hrála Wernischovy texty zhudebněné Milanem Hlavsou: Šel pro krev, Prasinec, Moucha v ranním pivě, Papírový hlavy (album Hovězí porážka, nahrávky z let 1982–1984, vyšlo 1992) a Ruka, Podél zdi a doleva (album Půlnoční myš, nahrávky 1985–1986, vyšlo 1987 ve Velké Británii, 2001 v Čechách) 
Jeho báseň Barvy zhudebnila skupina Dunaj na albu Dunaj IV.
Kromě vlastní tvorby překládá z němčiny, francouzštiny, italštiny, vlámštiny, ruštiny a latiny. Nizozemsky se naučil proto, aby mohl přeložit básně Paula van Ostaijena do češtiny. Jeho knihy vyšly v překladech v Německu, Itálii, Francii, Polsku, na Ukrajině a v USA.
Časopis A2 zařadil jeho knihu Doupě latinářů do českého literárního kánonu po roce 1989, tedy do výběru nejdůležitějších českých knih v období třiceti let od sametové revoluce.

### Poezie
- Kam letí nebe (1961)
- Těšení (1963)
- Zimohrádek (1965)
- Dutý břeh (1967)
- Loutky (1970)
- Král neviňátek (nevydáno)
- Frc nebo také Překlady a překrady (1991)
- Ó kdežpak (1991)
- Doupě latinářů (1992)
- Zlatomodrý konec stařičkého léta (1994)
- Pekařova noční nůše (1994)
- Jen tak (1996)
- Proslýchá se (1996, 2002)
- Cesta do Ašchabadu neboli Pumpke a dalajlámové (1997, 2000)
- Z letošního konce světa (pod jménem Václav Rozehnal) (2000)
- Lásku já nestojím (2001)
- Bez kufru se tak pěkně skáče po stromech neboli Nún (2001)
- Půjdeme do Mů (2002)
- Blbecká poezie (2002)
- Růžovejch květů sladká vůně (Virtuos na prdel) (2002)
- Hlava na stole (2005)
- Býkárna, Brno : Druhé město, 2006, spoluautoři Michal Šanda a Milan Ohnisko
- Byl jednou jeden svět, spoluautor fotograf Petr Hruška, Praha : Torst, 2009
- Kominické lodě, ilustrace Tomáš Přidal, Brno : Druhé město, 2009
- Nikam, Brno : Druhé město, 2010
- Chodit po provaze je snadné, Meander, 2011
- Uctivý kolotoč : Rozhovor s Karlem Hvížďalou a nové texty, Praha : Euroslavica, 2013
- S brokovnicí pod kabátem, Brno : Druhé město, 2014
- Na břehu, Brno : Aula a Druhé město, 2014
- Jakápak prdel, Týnská literární kavárna a Druhé město, (2015) spoluautor Michal Šanda
- Plop! : Vyvrtil Žlahvout pšunt i chlpal liquére : zdařilé verše a prózy, Praha : Meander, 2015, ilustrace Jiří Stach
- Tiché město, Brno : Druhé město, 2016
- Pernambuco, Brno : Druhé město, 2018
- Penthesilea, Červený Kostelec : Pavel Mervart, 2019
- Don Čičo má v klopě orchidej, Praha : Malvern, 2020
- Almara, Druhé město, 2021
- Lunojasno, když kolovrátky, Praha : Malvern, 2021, ISBN 978-80-7530-346-2
- Ztroskotanec na břehu atlantském, Praha : Malvern, 2021, ISBN 978-80-7530-320-2
- Zeleně bliká Hilversum, Praha : Malvern, 2022, ISBN 978-80-7530-364-6
- Vojtěch Jirásko, Ivan Wernisch: Domeček pro panenky, Praha : Malvern, 2023, ISBN 978-80-7530-454-4
- Půjčovna dřevěných dortů, Praha : Malvern, 2024, ISBN 978-80-7530-491-9

### Výbory
- Žil, nebyl (samizdatem 1979)
- Zasuté zahrady (exil 1984)
- Jako kdyby žil (samizdat 1985)
- Včerejší den, výbor z let 1965–1989, Praha : Mladá fronta, 1989, ISBN 80-204-0046-X
- Příběh dešťové kapky I. - III. : autorský výběr z díla, Praha: Gema Art, 2010, ISBN 978-80-904422-2-1

### Antologie uspořádané Ivanem Wernischem
- Zapadlo slunce za dnem, který nebyl : zapomenutí, opomíjení a opovrhovaní : z jiné historie české literatury (léta 1850–1940) ISBN 80-7227-087-7, ISBN 80-7227-111-3 (2000, 2001)
- Lepě svihlí tlové – almanach české poezie 90. let 20. století, ISBN 80-7227-134-2, (2002)
- Píseň o nosu : zapomenutí, opomíjení a opovrhovaní : z jiné historie novočeské literatury (od počátků až do roku 1948) (2005)[3]
- Quodlibet, aneb, Jak se komu co líbí : čtení z novočeské literatury (od jejích prvopočátků do roku 1948) (2008)
- Kdo to čte, je prase (2008); výbor z Kryptadií K. J. Obrátila.
- Živ jsem byl!, Nakladatel: Druhé město 2012, Magnesia Litera 2013

### Knihy vydané v zahraničí
- Au jour d'hier, 1990, Francie, v překladu P. Ouředníka
- Es beginnt der gestrige Tag: Gedichte, překlad: Konrad Balder Schäuffelen, 1990, Německo, ISBN 978-3-921592-58-8
- Cmentarz objazdowy, 1991, Polsko, v překladu L. Engelkinga
- Ausgewühlte Schriften, 1994, Německo, překlad Peter Urban, ISBN 3-921592-87-9
- Pchli teatrzyk. Tom I, 2003, Polsko. v překladu L. Engelkinga
- Corre voce ovvero la morte ci attendeva altrove, 2005, Itálie, v překladu I. Oviszachové e A.M. Perissutti
- In the Puppet Gardens: Selected Poems, 1963–2005, 2007, USA, v překladu J. Boltona
- Pchli teatrzyk. Tom II, 2007, Polsko, v překladu L. Engelkinga
- Muha u jutarnjem pivu, 2012, Bosna a Hercegovina, v překladu A. Ljuci
- Прогулянка довкола пивоварні (Procházka kolem pivovaru), 2019, Ukrajina, v překladu Iryny Zabijaky a Oleha Kocareva

### Divadelní představení
- Wernisch : Komorní inscenace o velikánovi české literatury, Autoři: Ivan Wernisch, Jan Nebeský, Jana Slouková, hudba Aleš Březina, režie:Jan Nebeský.[4][5]